# RAIN (SIAM SHADEの曲)
「RAIN」（レイン）は、SIAM SHADEのデビューシングル。1995年10月21日にリリース。TBS系バラエティ番組『陣内&ヒロミのM'sな夜』オープニングテーマ。

## 解説
SIAM SHADEの8cmCD作品の中で、唯一インストゥルメンタルが収録されていない作品。表題曲やカップリング共に、メジャー1stアルバム『SIAM SHADE II』に収録されている。
2007年11月14日に、12cmCDとして再発された。
累計売上枚数は、約1万枚。

## 収録曲
全作詞・作曲・編曲：SIAM SHADE名義。
1. RAIN [3:52]
原曲：DAITA／作詞：CHACK
ベストアルバム『SIAM SHADE XI COMPLETE BEST 〜HEART OF ROCK〜』の収録曲を決めるファン投票で10位を記録した。
2. SHAKE ME DOWN [3:46]
原曲・作詞：CHACK

## 収録アルバム
| 曲名          | アルバム                                          | 発売日         | 備考                           |
| ------------- | ------------------------------------------------- | -------------- | ------------------------------ |
| RAIN          | 『SIAM SHADE II』                                 | 1995年11月11日 | メジャー1stオリジナルアルバム  |
| RAIN          | 『SIAM SHADE IX A-side Collection』               | 2002年3月6日   | ベストアルバム                 |
| RAIN          | 『SIAM SHADE X 〜THE PERFECT COLLECTION〜』       | 2002年11月27日 | ボックス・セット               |
| RAIN          | 『SIAM SHADE XI COMPLETE BEST 〜HEART OF ROCK〜』 | 2007年9月26日  | ファン投票によるベストアルバム |
| RAIN          | 『SIAM SHADE XII 〜The Best Live Collection〜』   | 2010年10月27日 | ライブベストアルバム           |
| SHAKE ME DOWN | 『SIAM SHADE II』                                 | 1995年11月11日 | メジャー1stオリジナルアルバム  |
| SHAKE ME DOWN | 『SIAM SHADE X 〜THE PERFECT COLLECTION〜』       | 2002年11月27日 | ボックス・セット               |
| SHAKE ME DOWN | 『SIAM SHADE XII 〜The Best Live Collection〜』   | 2010年10月27日 | ライブ・ベスト                 |